# Андрес Сеговия
Андрѐс Сего̀вия Торес (на испански: Andrés Segovia Torres) е испански китарист. Считан е за една от най-влиятелните личности в областта на класическата китара през 20 век с огромно влияние върху развитието ѝ като концертен инструмент.
Сеговия е известен с виртуозните си изпълнения както на творби написани за него от съвременни композитори като Федерико Морено Тороба така и с негови собствени транскрипции на класически творби писани за други инструменти. В интервю за Ню Йорк Таймс от 1967 споделя, че целите на живота му са да освободи китарата от образа ѝ на народен инструмент; да създаде репертоар и аудитория за нея и да ѝ извоюва място на уважаван инструмент в учебните заведения наред с пианото и цигулката – цели за които работи непрестанно до последните си дни.

## Ранни години
Сеговия започва да свири на шестгодишна възраст като първият му досег е с фламенко, но още от началото той предпочита експресивната музика на композитори като Федерико Морено Тороба. Музикалните му интереси ужасяват баща му – по професия адвокат, който иска синът му да изучава право.
На десетгодишна възраст е изпратен да живее при чичо си и леля си в Гранада. Там изучава пиано и цигулка, но не проявява особен интерес и отделя повече време на свиренето на китара. Тъй като по това време китарата се смята предимно за „кръчмарски“ инструмент за съпровод на песни и танци Сеговия се развива като самоук китарист прилагайки наученото по теория и история на музиката към китарата. В резултат развива собствена техника на свирене. Прекарва много време в двореца Алхамбра, който за него е извор на вдъхновение.

## Кариера
Дебютът на Сеговия пред публика е през 1909 в Гранада когато е на 16.
Следващите му концерти са в Мадрид през 1912 където изпълнява творби на Франциско Тарега и собствени транскрипции на творби на И. С. Бах, Парижката консерватория през 1915, Барселона през 1916. Следва успешно турне в Южна Америка през 1919. В началото на XX век класическата китара е в упадък като само в Барселона и района на Рио де ла Плата има известен интерес. Появата на Сеговия на сцената заедно с усилията на Мигел Льобет поставя началото на възраждането на интереса към този инструмент.
Комбинацията от силната личност и артистизъм на Сеговия и технологичните новости в началото на XX век (звукозапис, радио, въздушен транспорт) дават възможност за ново популяризиране на китарата.
През 1921 Сеговия се среща в Париж с полския композитор и пианист Александър Тансман, който впоследствие пише известен брой произведения за Сеговия. Едно от тях – Cavatina печели международна награда за композиция в Сиена през 1952.
През 1923 Сеговия посещава за пръв път Мексико. Силно впечатлен от представянето му мексиканският композитор Мануел Понсе пише статия за вестника Ел Универсал, а впоследствие композира многобройни произведения за Сеговия.
Дебютът му в Париж е организиран от големия виолончелист Пабло Касалс по чието лично настояване композитори като Мануел де Файя и Пол Дюка отиват на концерта на неизвестния млад испанец.
Първият му концерт в САЩ през 1928 е организиран от виенския цигулар Фриц Крайслер. Скоро след това бразилският композитор Ейтор Вила-Лобос композира известните си „Дванадесет етюда“, които впоследствие посвещава на Сеговия. Впоследствие Виля-Лобос продължава да пише за Сеговия както и транскрибира множество класически пиеси за китара.
През 1932 във Венеция Сеговия се среща и сприятелява с композитора Марио Кастелнуово-Тедеско. Тъй като Кастелнуово-Тедеско не свири на китара Сеговия му предоставя творби от Понсе и Фернандо Сор, които да изучава. Кастелнуово-Тедеско композира многобройни пиеси за китара много от които посветени на Сеговия. Неговият Опус 99 от 1939 е първият концерт за китара написан през XX век и последната му творба написана в Италия преди да емигрира в САЩ. Премиерата на концерта е в представена от Сеговия в Уругвай през 1939.
През 1935, Сеговия за пръв път изпълнява пред публика Chaconne от Партита в ре минор за соло цигулка на И. С. Бах (BWV 1004) – произведение считано за изключително трудно за изпълнение както на цигулка така и на всеки друг инструмент. Сеговия смята, че Бах е написал тази пиеса за китара или лютня а не за цигулка. Мнозина музиканти въпреки че не са съгласни с него намират изпълненията му за изключително убедителни.
През 1936 гражданската война в Испания принуждава Сеговия да емигрира. Живее известно време в Генуа а след това се установява в Монтевидео. Въпреки това той не прекъсва връзката си с родината и се връща многократно в Испания по време на режима на Франсиско Франко – нещо което разрушава приятелството му с Пабло Касалс
След Втората световна война Сеговия се връща в Испания и започва да записва по-често и да изнася многобройни концерти в Европа и САЩ в продължение на следващите 30 години.
През 1954, Хоакин Родриго му посвещава своята Fantasía para un gentilhombre (Фантазия за джентълмен).
През 1962 Джон Дуарте посвещава своята Английска сюита оп.31 на Сеговия и съпругата си.
На 24 юни 1981 Сеговия е удостоен от крал Хуан Карлос I
с наследствената титла Маркиз на Салобреня като признание за приноса му към музиката и изкуството.
Андрес Сеговия продължава да концертира епизодично и през последните години на живота си живеейки в Коста дел Сол през 70-те и 80-те.

## Техника
Техниката на изпълнение на Сеговия се отличава от тази на школата на Тарега и последователите му като Емилио Пухол по отношение на позицията на дясната ръка и звукоизвличането. Сеговия както и Мигел Льобет (който преподава на Сеговия много от своите транскрипции на пиеси за пиано на Енрике Гранадос) извличат звуците използвайки едновременно върховете на пръстите и ноктите си, което позволява по богат тембров обхват от другите техники. Исторически различните школи по класическа китара спорят, коя техника на звукоизвличане е най-добра – само с върховете на пръстите, само с нокти или комбинация от двете.
След Втората световна война Сеговия е от първите, които подкрепят използването на новите за времето си струни от найлон вместо традиционните струни от животински черва. Това нововъведение позволява много по-голяма стабилност в цялостния звук и интонация на китарата и е последният липсващ детайл в стандартизацията на инструмента.

## Репертоар
Репертоарът на Сеговия се състои от три основни части. На първо място са съвременни творби включително концерти и сонати повечето от които специално написани за него от композитори, с които той работи съвместно по-специално испанците Федерико Морено Тороба, Федерико Момпоу и Хоакин Родригес, мексиканецът Мануел Понсе, италианецът Марио Кастелнуово-Тедеско и бразилецът Хейтор Виля-Лобос. На второ място транскрипции на класически творби композирани за други инструменти (напр. лютня, клавесин, пиано, цигулка, виолончело) от И. С. Бах, Исак Албениз, Енрике Гранадос и много други видни композитори. На трето място са класически произведения за китара от композитори като Фернандо Сор и Франциско Тарега. Има и някои собствени композиции като Estudio sin luz (Eтюд без светлина), но те са сравнително малка част от репертоара му.
Сеговия подбира внимателно репертоара си и изпълнява само творби с които се идентифицира персонално. Известен е с това, че отказва атонални творби или такива, които смята за прекалено радикални, дори когато са му посветени, напр. отказва Quatre pièces brèves на швейцарския композитор Франк Мартен и Сеговиана на френския композитор Дариус Мийо.

## Преподавателска кариера
Сеговия води майсторски класове по време на Музика ен Компостела в Сантяго де Компостела. Преподава и в Музикална академия Чиджиана в Сиена, подпомаган от венецуелския китарист Арилио Диаз. По-късно неговият клас е поет от италианския китарист Оскар Гилия.
Въпреки дългата си кариера като преподавател Сеговия никога не систематизира своята техника в школа по китара.
Неговият преподавателски стил е повод за противоречия. Някои от съвременните изпълнители го определят като догматично-авторитарен. Джон Уилямс например крикитува неговия обхват като учител и говори за атмосфера на страх в класовете му.

## Музикално наследство
Сеговия може да се счита за катализатор на възприемането на китарата като сериозен концертен инструмент способен на емоционална наситеност и дълбочина на интерпретацията и като достоен за сцената пред претенциозната музикална общественост, която дотогава възприема китарата като ограничен, салонен инструмент.
През май 1995 в родния му град Линарес е основан музей Фондация Андрес Сеговия.
Цяло поколение класически китаристи се изграждат върху техниката и музикалната чувствителност на Сеговия вкл. виртуози като Кристофър Паркенинг, Джулиан Брийм и Оскар Гилиа.
Оставя и многобройни транскрипции за китара на произведения за други инструменти както и редакции на оригинални произведения за китара.

## Награди
Сеговия е носител на многобройни награди и отличия вкл. Доктор хонорис кауза от десет университета, благородническа титла маркиз, Награда Сонинг (1974), Ернст фон Сименс Музикпрайс (1985) и награди Награда Грами за албума си Segovia Golden Jubilee (Сеговия – златен юбилей) (1958) както и Грами за цялостно творчество (1986).

## Личен живот
Сеговия се жени за пръв път през 1918 за Аделаиде Портийо. Втората му женитба е през 1935 за пианистката Пакита Мадригера. От 1944 поддържа връзка с бразилската певица и китаристка Олга Прагер Коельо, която продължава повече от десетилетие. През 1961 или 1962 се жени за 22-годишната си ученичка Емилия Магдалена дел Корал Санчо. Има общо три деца – син и дъщеря от първия си брак и син от последния. Най-малкият му син Карлос-Андрес е роден повече от 50 години след първите му две деца когато Сеговия е на 77. В интервю той коментира „Аз съм по-прочут с това, че съм баща отколкото като артист“
Умира в Мадрид от сърдечен удар на 2 юни 1987 г., на 94-годишна възраст. Погребан е в родния си Линарес.
След смъртта му титлата му маркиз на Салобреня наследена от сина му от последния брак Карлос-Андрес де Сеговия и дел Корал.
|  | Тази страница частично или изцяло представлява превод на страницата Andrés_Segovia в Уикипедия на английски. Оригиналният текст, както и този превод, са защитени от Лиценза „Криейтив Комънс – Признание – Споделяне на споделеното“, а за съдържание, създадено преди юни 2009 година – от Лиценза за свободна документация на ГНУ. Прегледайте историята на редакциите на оригиналната страница, както и на преводната страница, за да видите списъка на съавторите. ВАЖНО: Този шаблон се отнася единствено до авторските права върху съдържанието на статията. Добавянето му не отменя изискването да се посочват конкретни източници на твърденията, които да бъдат благонадеждни. |